# Cutandia memphitica
Cutandia memphitica är en gräsart som först beskrevs av Spreng., och fick sitt nu gällande namn av George Bentham. Cutandia memphitica ingår i släktet Cutandia, och familjen gräs. Inga underarter finns listade i Catalogue of Life.